# Orere Point

Orere Point est une importante banlieue rurale de la ville de Manukau City dans la région d’Auckland dans l’Île du Nord de la Nouvelle-Zélande.

## Situation
Elle est située dans le Golfe de Hauraki juste en dehors de la zone métropolitaine d’Auckland.